# История Китайской Народной Республики
Китайская Народная Республика — государство, провозглашённое 1 октября 1949 года в Пекине.

## Создание Китайской Народной Республики
На VII съезде КПК, состоявшемся в апреле — июне 1945, в качестве партийной программы была выдвинута платформа «новой демократии», согласно которой в Китае в будущем должны сосуществовать государственная, кооперативная и частнокапиталистическая виды собственности, получит развитие многопартийная система и будет действовать коалиционное правительство, являющееся инструментом «объединённой диктатуры нескольких революционных классов». Эта платформа способствовала укреплению позиций КПК в китайском обществе.
Разгром милитаристской Японии в августе-сентябре 1945 завершил Вторую мировую войну, освободив от японских войск страны Азиатско-Тихоокеанского региона. В Китае шла ожесточённая гражданская война.
Советская Красная Армия полностью оккупировала Маньчжурию, приняв капитуляцию у большей части японской Квантунской армии. К тому времени на территории Маньчжурии действовали лишь разрозненные партизанские отряды и разведгруппы китайских партизан.
В сентябре 1945 начала осуществляться массовая переброска вооружённых сил КПК из северного и Восточного Китая на северо-восток страны. К ноябрю туда перешли около 100 тысяч бойцов 8-й и 4-й армий. Из этих частей, партизанских формирований и местных жителей была сформирована Объединенная демократическая армия (ОДА) Северо-Востока, которая стала костяком Народно-освободительной армии (НОАК).
Советская армия находилась в Маньчжурии вплоть до мая 1946. За это время советская сторона помогла китайским коммунистам организовать, обучить и вооружить новые китайские войска.
В результате, когда гоминьдановские войска начали в апреле 1946 входить в Маньчжурию, они, к своему удивлению, обнаружили там не разрозненные партизанские отряды, а современную дисциплинированную армию коммунистов.
Ситуацией в Маньчжурии заинтересовались и в Белом доме. Первый отряд вооружённых сил США в составе двух дивизий морской пехоты высадился в Китае в районе Тяньцзиня ещё 30 сентября 1945. К осени в Китае находилось уже свыше 100 тысяч американских военнослужащих.
Американские экспедиционные войска, главным образом части морской пехоты, старались не вмешиваться в отношения между КПК и гоминьданом. Однако они активно взаимодействовали с вооружёнными силами легитимного китайского правительства — войсками гоминьдана, прежде всего в приёме капитуляции японских войск в Северном и Центральном Китае, а также в поддержании порядка и охране различных важных объектов в китайских городах.
С самого начала командование войск гоминьдана допустило стратегическую ошибку: несмотря на успехи первых столкновений с ОДА в Маньчжурии, военные действия в Северо-Восточном Китае не были доведены до конца, ГМД направил свои усилия не на борьбу с регулярными войсками КПК, а на уничтожение партизанского движения и партизанских баз в Центральном, Восточном и Северном Китае. Укрепившись с помощью советской стороны, при поддержке местного населения, войска Мао Цзэдуна к осени 1948 достигли численности в 600 тысяч человек. С 1 ноября ОДА стала именоваться 9-й Полевой армией.
В ноябре 1948 года 9-я полевая армия перешла к решительным боевым действиям против гоминьдановцев. За короткие сроки было разбито 52 дивизии Чан Кайши, ещё 26 дивизий, обученных военными инструкторами США, перешли на сторону КПК. В начале 1949 армия вошла в Северный Китай, где объединилась с войсками 8-й армии КПК. 15 января был взят Тяньцзинь, 22 января — Пекин. К весне 1949 вооружённые силы КПК освободили от гоминьдановцев весь Китай севернее реки Янцзы и восточнее провинции Ганьсу. К концу гражданской войны Народно-освободительная армия представляла собой мощную 4-миллионную армию, крупнейшую в Азии.

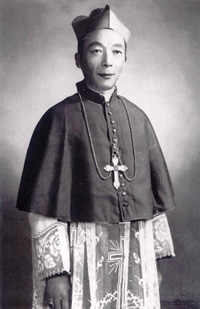
Кардинал Игнатий Гун Пиньмэй, епископ Шанхая (1950—2000), политзаключённый (1955—1988), с 1988 до конца жизни в эмиграции.

24 апреля 1949 года войска КПК под командованием маршала Лю Бочэна вступили в столицу гоминьдановского Китая — город Нанкин. Само гоминьдановское правительство ещё в феврале переехало на юг страны, в Кантон, а затем вместе с остатками верных ему войск — бежало на остров Тайвань.
В конце года Народно-освободительная армия Китая уничтожила основные группировки Гоминьдана на континенте, победоносно завершив третью гражданскую войну в Китае.
Победа над Гоминьданом и захват власти КПК стали возможны благодаря решающей поддержке Советским Союзом. 1 октября 1949 года в Пекине была провозглашена Китайская Народная Республика. На следующий день Советский Союз первым признал КНР и заключил с ней Договор о дружбе, союзе и взаимной помощи.
В октябре 1950 китайские войска вошли на территорию Тибета, провозгласившего в ноябре 1949 года свою независимость. 23 мая 1951 года между правительствами Тибета и КНР было подписано «Соглашение о мероприятиях по мирному освобождению Тибета».
В 1949—1952 были проведены мероприятия по нейтрализации социальных слоёв, способных оказать сопротивление новой власти, в октябре — ноябре 1950 были уничтожены свыше 2 млн человек, обвинённых в преступлениях против власти. В 1953 концепция «новой демократии» была объявлена руководством КПК исторически изжившей.

## Первая пятилетка
Следуя советской модели, КПК принялась за создание плановой экономики. Однако, в отличие от СССР, вначале Китай не спешил с проведением жесткой аграрной коллективизации и поспешной индустриализации.
Первый пятилетний план 1953-57 годов не был успешен во всём, однако он продемонстрировал преимущества политической стабильности и таким образом ещё больше укрепил авторитет Мао Цзэдуна.
Сблизившись с СССР, Китай соответственно оказался в экономической изоляции со стороны США и других стран НАТО. Первый кризис в Тайваньском проливе (1954—1955).
В сентябре 1956 года состоялась первая сессия VIII съезда КПК. На ней доминировали сторонники советской модели развития, и на её работу значительное влияние оказали решения 20-го съезда КПСС. Был принят новый устав КПК, положение о руководящей роли «идей Мао Цзэдуна» было убрано из устава, идеологической основой партии был провозглашён марксизм-ленинизм.

### Кампания Ста Цветов
Воодушевлённый успехами, в феврале 1957 года Мао решился на усиление гласности и критики в стране, чтобы задействовать городскую интеллигенцию в социалистическом строительстве. Но в июле 1957 года эта кампания была резко свёрнута. Начальный период гласности оказался ловушкой: результатом кампании стала массовая травля интеллигенции.

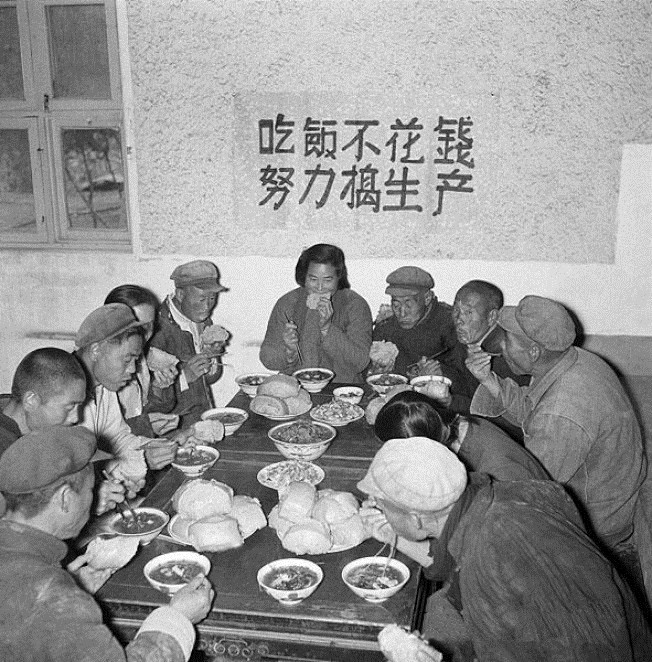
Столовая народной коммуны

## Курс трёх красных знамён
В мае 1958 года в закрытом режиме состоялась вторая сессия VIII съезда КПК, ознаменовавшая отказ КПК от использования советского опыта. Было объявлено о переходе к «курсу трёх красных знамён» (новая «генеральная линия» на построение в КНР социализма по принципу «больше, быстрее, лучше, экономнее», политика «большого скачка», создание «народных коммун»), призванному обеспечить ускоренное развитие КНР, вывести её в разряд ведущих мировых держав и обеспечить ей лидерство в международном коммунистическом движении.
«Большой скачок» подменил собой Второй пятилетний план 1958-62, предложенный Чжоу Эньлаем. Однако попытка усилить экономический рост путём резкой коллективизации и подменить профессионализм энтузиазмом, а также неверные решения в области сельского хозяйства обернулись катастрофой — в результате массового голода 1959-61 годов умерли миллионы людей.
В условиях «большого скачка» радикализировался внешнеполитический курс руководства КНР. 23 августа 1958 НОАК начала производить артиллерийские обстрелы прибрежных островов в Тайваньском проливе, на которых была сконцентрирована 100-тысячная группировка гоминьдановских войск (см. Второй кризис в Тайваньском проливе).
В марте 1959 произошло Тибетское восстание.
В апреле 1959 Мао Цзэдун сложил с себя обязанности Председателя КНР, на этот пост был избран Лю Шаоци.
На Лушаньском пленуме в июле—августе 1959 года маршал Пэн Дэхуай выразил несогласие с политикой мобилизации всей страны на осуществление кустарной выплавки стали, указал на поспешность в проведении коммунизации, критиковал обстановку, сложившуюся в политбюро ЦК КПК, за отступление от принципов коллективного руководства, поставил вопрос об ответственности всех руководителей партии, «включая товарища Мао Цзэдуна», за ситуацию, сложившуюся в стране. Пэн Дэхуай был смещён с поста министра обороны, на его место был назначен Линь Бяо.
Осенью 1962 года произошла китайско-индийская пограничная война.

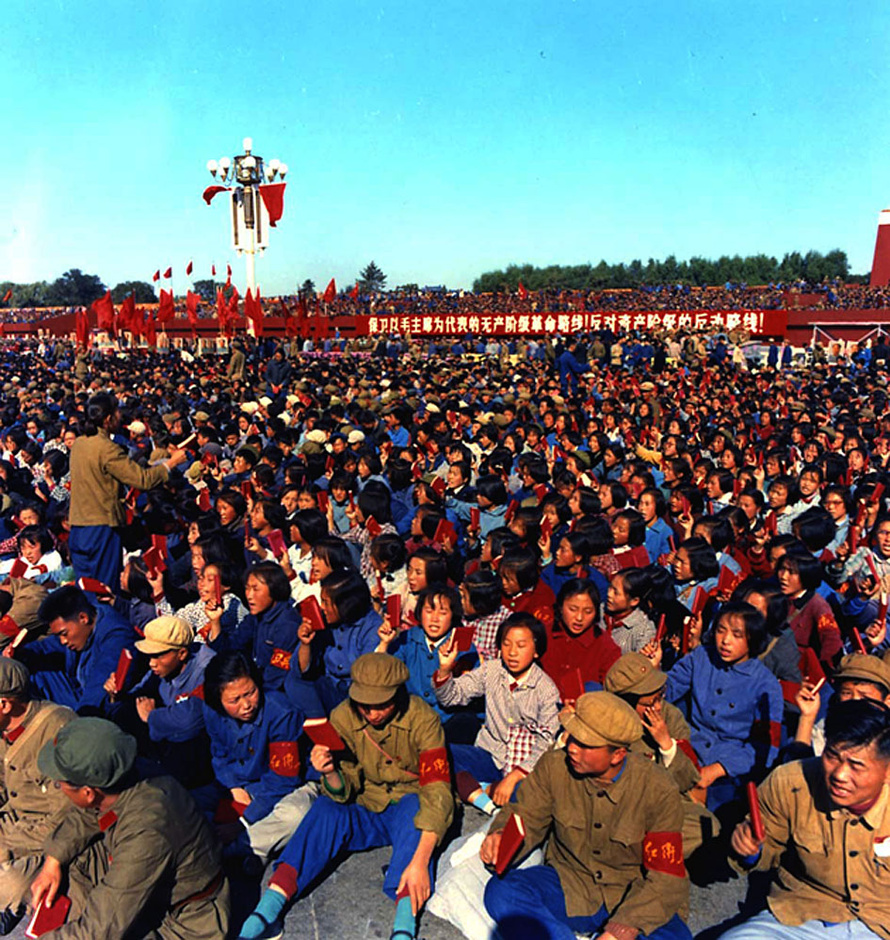
Хунвейбины на площади Тяньаньмэнь

## Культурная революция
В 1966 году председателем КПК Мао Цзэдуном была начата массовая кампания под лозунгом борьбы с «ревизионизмом» и «остатками буржуазии в партии, правительстве и армии». Её фактической задачей было утверждение маоизма в качестве единственной государственной идеологии и уничтожение политической оппозиции. Массовая мобилизация молодёжи, получившей название «красногвардейцев», была лишена четкой организации, по причине внезапности действий Председателя и отсутствия единства в среде лидеров КПК. Фанатически преданные «образу Председателя» студенты, рабочие и школьники занялись поиском и разоблачением «классовых врагов», подстрекаемые радикальной кликой к атакам на более умеренных лидеров партии. Самой крупной фигурой в руководящем составе КПК, политически и физически уничтоженной вследствие культурной революции, стал Лю Шаоци. Дэн Сяопин оказался на трудовом перевоспитании — работником тракторного завода. Необузданная энергия критически настроенной молодёжи обрушилась на интеллектуалов, религиозные институты, культурные памятники Китая, а также на целый пласт рядовых граждан — носителей старых культурных ценностей. Следствием всего этого стала идеологическая дезориентация общества. Маоизм сохранил своё влияние в качестве идеологического фасада, за которым развернулась политическая борьба за наследование реальной политической власти.

## Экономическая либерализация

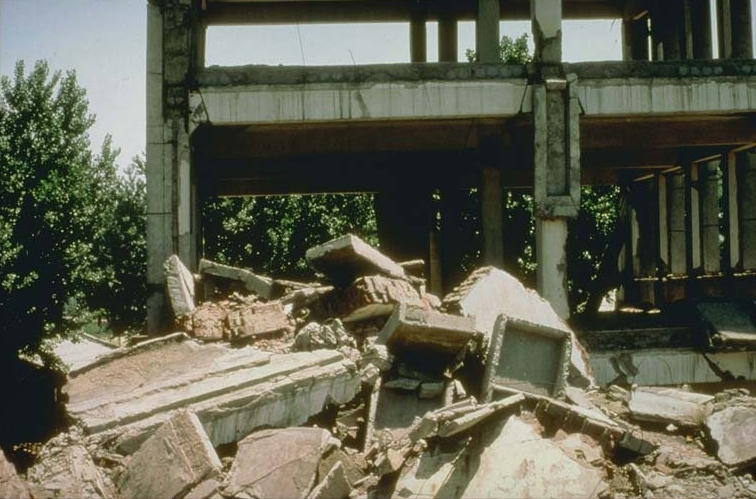
В результате Таншаньского землетрясения погибло от 200 до 600 тысяч человек.

После падения Линь Бяо в сентябре 1971 наметилось изменение курса в политике страны, характеризующееся как поворот к Западу. Советско-китайский раскол достиг максимальной остроты в пограничных столкновениях 1969 года (Пограничный конфликт на острове Даманский и Пограничный конфликт у озера Жаланашколь).
В 1972 году вследствие «пинг-понговой дипломатии», произошла встреча Мао Цзэдуна и Ричарда Никсона. Уже в 1972 Чжоу Эньлай открыл эру сотрудничества с капиталистическими странами, заключив договоры по модернизации сталелитейных предприятий Уханя с ФРГ и Японией.
Массовое недовольство и обострение политической ситуации выразились Тяньаньмэньском инциденте 5 апреля 1976. После смерти Мао в сентябре 1976 года последовало низложение «банды четырёх», затем «Малой банды четырёх» и постепенное отстранение прямого преемника Мао Хуа Гофэна. Власть в стране взяли реформаторы во главе с Дэн Сяопином, которые провели реабилитацию репрессированных и в конце 1978 года провозгласили на 3-м пленуме ЦК КПК 11-го созыва политику «реформ и открытости». В политической сфере в 1978—1979 годах произошла кратковременная либерализация, получившая название «Пекинская весна».
В 1979 году произошла китайско-вьетнамская война. Китайско-вьетнамские вооружённые столкновения продолжались до 1990 года.
Реальный старт «Экономической реформе» был дан на XII съезде КПК (1982 г.). На XIII съезде КПК (1987 г.) было дано подробное толкование теории начального этапа социализма, согласно которой социалистический строй и социалистическая экономическая система — разные вещи, то есть социалистический политический режим не подразумевает безусловной плановой централизации всей экономики, а позволяет использовать и рыночные механизмы, особенно в паре «государство-предприятие». На XIV съезде КПК (1992 г.) был провозглашен курс на построение социалистической рыночной экономической системы с китайской спецификой. Данное изменение идеологии хорошо иллюстрирует высказывание Дэн Сяопина: «Неважно, какого цвета кошка — главное, чтобы ловила мышей».

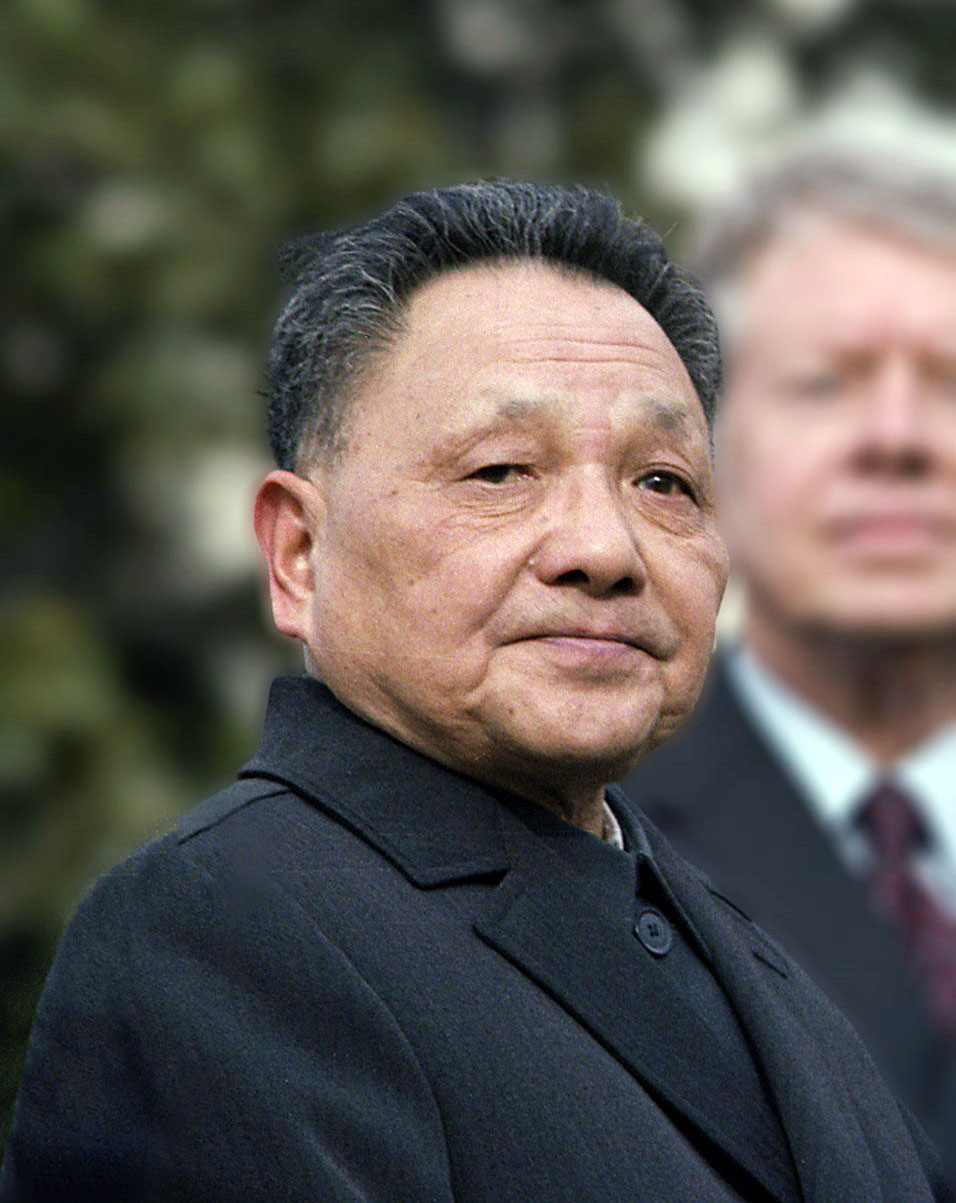
Дэн Сяопин

Фактически введение «Экономической реформы» означало настоящую «революцию сверху», заключавшуюся в постепенном и частичном сворачивании тоталитарной сталинско-маоистской модели жестко централизованной экономики и переводе части отраслей народного хозяйства на рыночные рельсы, но при полностью неизменной политической надстройке в лице монопольно управляющей страной КПК. К концу 70-х исторически слабая экономика Китая «лежала» из-за негативных последствий авантюристических кампаний Мао Цзэдуна — «большого скачка» и «культурной революции». От систематического голода в Китае ежегодно страдали практически все 800 млн крестьян (из миллиардного населения), страна занимала последние места в мире по уровню производства товаров и продовольствия на душу населения. Для решения проблемы голода необходимо было обеспечить стабильный валовый сбор зерна в объёме не менее 400 млн тонн в год. Аграрные преобразования были связаны с отменой народной коммуны и заменой её семейным подрядом и единой коллективной собственностью. Практически все 800 млн крестьян получили право на свободное сельскохозяйственное производство. В основном была отменена система госзаготовок, освобождены цены на большинство видов сельскохозяйственной продукции. Результатом этих мер стал выход аграрного сектора из застоя, вступление крестьянских хозяйств на путь специализации и повышения товарности. Организованные в деревне по инициативе крестьян волостно-поселковые предприятия позволили обеспечить рост занятости (120 млн чел.) и повысить жизненный уровень крестьян. Задача обеспечения страны зерном была в основном решена в 1980-х. Постепенно в деревне сформировалась двухслойная хозяйственная система на основе сочетания коллективной собственности и семейного подряда.
В области промышленной политики правительство Китая, начиная с 1984 года сделало упор на концепцию плановой товарной экономики. На практике это означало перевод части отдельных городских предприятий на самоокупаемость. Позже правительство разрешило и подразделениям армии Китая перейти на самообеспечение и заниматься свободным предпринимательством. В соответствии с принципом «Чжуа Да Фан Сяо» («держать в руках большие предприятия, отпустить маленькие») многие мелкие госпредприятия получили право изменить не только механизм хозяйствования, но и форму собственности. Это позволило государству сосредоточить силы на улучшении положения крупных предприятий. Четыре города — Шэньчжэнь, Чжухай, Сямынь, Шаньтоу — были объявлены специальными экономическими зонами. Вслед за ними 14 приморских городов, четыре региона в устьях рек Янцзы и Чжуцзян, юго-восточная часть провинции Фуцзянь и регион в районе Бохайского залива стали открытыми экономическими зонами. На острове Хайнань была создана одноимённая новая провинция, а сам он стал специальной экономической зоной. Все эти города и районы получили различные инвестиционные и налоговые льготы для привлечения иностранного капитала и технологий, заимствования у иностранных партнеров эффективных методов управления. Быстрое развитие их экономики способствовало эффективному росту в масштабе страны. Значительную долю ввозимого капитала на начальном этапе обеспечила китайская диаспора (хуацяо), проживающая преимущественно в странах тихоокеанского бассейна (основные зоны компактного проживания: Гонконг, Макао, Сингапур, Малайзия, США).
В апреле 1989 года смерть бывшего генерального секретаря ЦК КПК Ху Яобана, считавшегося сторонником демократизации, вызвала волнения во многих городах КНР. Особую активность проявили студенты Пекина. 16 апреля 1989 года группа студентов устроила на площади Тяньаньмэнь акцию в память о Ху Яобане. Публикация фоторепортажа об этом была воспринята как одобрение акции партийным руководством. В Пекине начались демонстрации, в которых приняло участие до 2 млн человек, на площади Тяньаньмынь происходил непрерывный митинг. Организующую роль принял Независимый союз студентов Пекина.
Участников демонстраций ободрило заявление генерального секретаря ЦК КПК Чжао Цзыяна о том, что тенденция противодействия реформам так же опасна, как и «буржуазная либерализация». Однако в партийном руководстве возобладали сторонники применения силовых методов против демонстрантов. Особые опасения вызвало создание Независимой ассоциации пекинских рабочих. 3 июня 1989 года войскам был дан приказ подавить «контрреволюционный мятеж». В ходе расправы над участниками протестов в Пекине и других городах погибло несколько тысяч человек, были произведены массовые аресты. Военное положение в Пекине было отменено лишь в январе 1990 года.
Созванный 23-24 июня 1989 года пленум ЦК КПК заменил Чжао Цзыяна на посту генерального секретаря ЦК КПК Цзян Цзэминем (были проведены и иные изменения в руководстве партии). Вплоть до своей смерти в 2005 году Чжао Цзыян находился под домашним арестом.

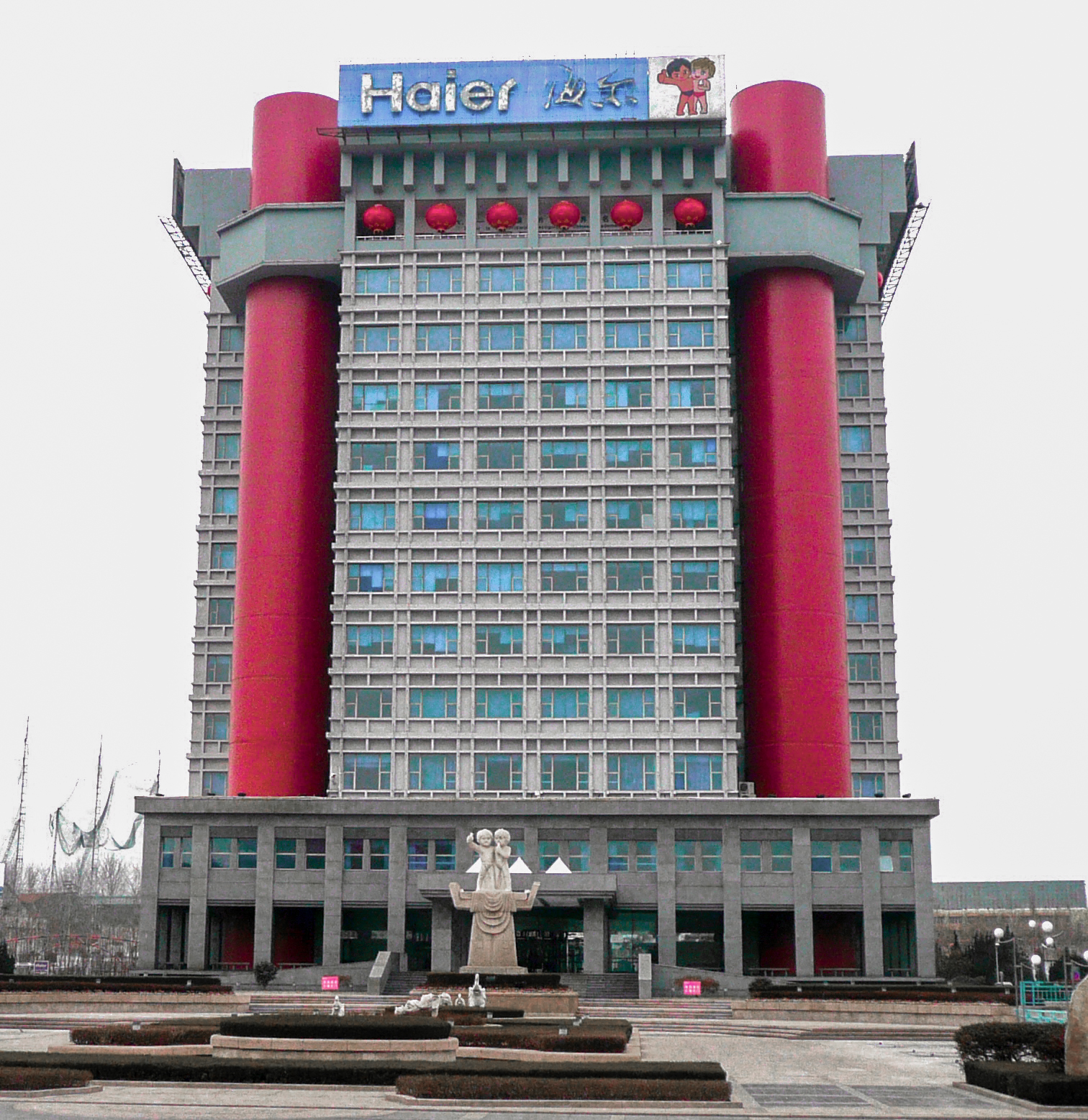
Штаб-квартира компании Haier в Циндао

Успешное проведение политики либерализации в сочетании с жестко проводимой политикой ограничения рождаемости (снижение рождаемости за 20 лет составило не менее 200 млн человек) позволило создать многоукладную экономику, в которой госпредприятия дают 48 % промышленной продукции, коллективные — 38 %, частные, в том числе с иностранным участием, — 13,5 %. На долю государственной торговли приходится свыше 41 % общего розничного оборота, коллективной — почти 28 % и частной — 31 %. Доля рыночных цен по потребительским товарам достигла 90 %, средствам производства — 80 %, по сельскохозяйственным продуктам — 85 %. Доля видов промышленной продукции, производство которых регулируется государственными директивными планами, снизилась с 95 % в 1978 г. до 5 % в настоящее время. Удельный вес товаров, ценами которых непосредственно управляет государство, в розничном товарообороте упал с 95 до 6 %. Помимо рынка товаров начали создаваться рынки капиталов, машин и оборудования, рабочей силы, других необходимых для производства элементов. ВВП Китая рос в течение 20 лет, начиная с 1985 года в среднем на 9,5 % ежегодно. Страна вышла на 1-е место в мире по производству цемента, цветных металлов, хлопчатобумажных тканей, велосипедов (свыше 80 млн.), мотоциклов (21,3 млн.), телевизоров (35 млн.), угля, зерна, хлопка, рапсовых семян, мяса, яиц, на 2-е — химических удобрений, 3-е — сахара, автомобилей (7,3 млн, вкл. 4,6 млн легковых), 4-е — электроэнергии, 5-е — сырой нефти. По объёму ВВП Китай находится на 4-м месте в мире (при расчете по паритетному покупательскому курсу — на 2-м). На его долю приходится 5,4 % мирового валового продукта (2006 г.). Золотовалютные резервы страны превысили в 2006 г. триллион долларов США. Положительное сальдо торгового баланса составляет 180 млрд долларов. Правда, несмотря на такой рекордно длительный и масштабный экономический рост, среднедушевые показатели ВВП Китая остаются ещё на относительно низком уровне, ВВП на душу населения, рассчитанный по паритету покупательной способности, в 2006 году составил 4700 долларов. В то же время средний доход горожанина в открытых городах на конец 2006 г. превысил 10000 юаней в месяц. В китайской деревне от 100 до 150 млн человек не могут найти работу, ещё несколько сотен миллионов заняты частично. Официальный уровень безработицы в городах 4,2 % (2005 г.).

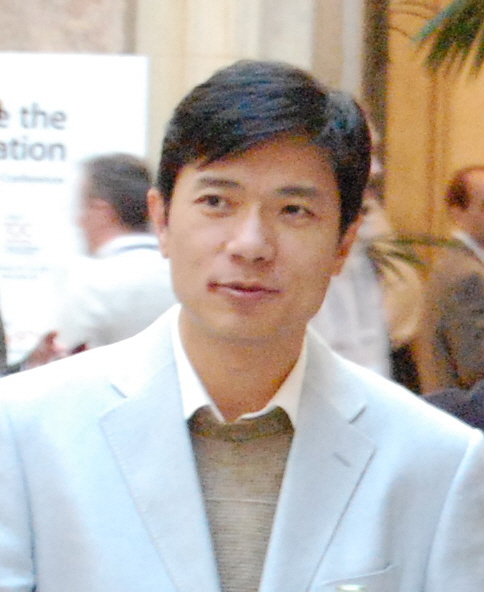
Робин Ли, основатель компании Baidu

В начале XXI-го века Китай превратился в «мировую фабрику», куда переводится ряд производств из развитых стран Европы, Северной Америки и Японии. Однако бурный экономический рост во многом связан с дешевизной рабочей силы, слабым уровнем техники безопасности и плохим контролем за экологией. В результате Китай уже стал вторым загрязнителем мировой атмосферы и гидросферы, после гораздо более мощной экономики США, а также вышел в «лидеры» по эрозии почвы (особенно в северных областях). Возросший из-за роста авто- и мотопарка уровень импорта Китаем нефти (3,2 млн баррелей/сут. в 2005-м, 2-е место в мире) приводит в последние годы к росту её среднемировой цены.
В то же время экономическое и политическое влияние страны в мире в последние годы постоянно возрастает. В 1997 году Великобритания вернула КНР Сянган (Гонконг), а в 1999 году Португалия вернула КНР Аомынь (Макао). Эти территории получили особый статус в составе КНР согласно принципу «одна страна, две системы». Постоянно возрастает уровень обороноспособности страны и техническое оснащение НОАК, чему в немалой степени способствует и РФ, поставляющая в Китай самые современные виды вооружения.
Либерализация экономики КНР пока не сопровождается смягчением политического режима. В стране продолжаются политические репрессии против оппозиции, особенно масштабно реализованные во время «событий на площади Тяньаньмэнь» в мае 1989-го, жестко контролируются СМИ, включая Интернет. В то же время в последние годы предпринят ряд важных изменений устава КПК, например, в партию разрешено вступать представителям предпринимательских кругов, введена ротация высших кадров руководства Партии. Во внутренней политике сняты все ограничения на рост личных состояний и разрешено владение личными автомобилями. В то же время страна лидирует в мире по количеству смертных казней (более 7000 в год). Несмотря на такую суровую практику, уровень преступности и коррупции постоянно возрастает.
Политика либерализации дала сенсационно высокие результаты, перевела экономику Китая на иной качественный уровень. При этом развитие экономики идет неравномерно по регионам, накапливаются социальные диспропорции, а экологическим аспектам уделяется недостаточное внимание, что уже затрагивает не только территорию Китая, но и интересы сопредельных с ним стран.
Стремительное возрастание роли Китая заставляет говорить о потенциальной китайской угрозе для стран мира, см. Жёлтая опасность.

## Выдающиеся исследователи Китая

### XX век
- Агнес Смедли, американская журналистка, аналитик, политолог, специалист в области геополитики и геостратегии; работала в Китае в 30 — 40 годах XX века; выступала за независимость Китая и его освобождение от японских интервентов.

### XXI век
- Владимир Мясников, родился в 1931, советский и российский историк, востоковед, китаист, специалист в области российско-китайских отношений, истории внешней политики, исторической биографии. Академик Российской Академии наук, доктор исторических наук, профессор. Преподаватель Военно-дипломатической Академии в Москве. Автор около 500 опубликованных научных трудов, книг, монографий на русском и английском языках.
- Алексей Постников, родился в 1939, — доктор технических наук, профессор, специалист в области истории географии, картографии и геополитики в Азии. Специалист в области истории формирования российско-китайской границы и её картографического обеспечения. Автор около 300 опубликованных научных трудов, книг, монографий на русском и английском языках.